# Скальный гремучник
Скальный гремучник (лат. Crotalus lepidus) — вид ядовитых змей семейства гадюковых. 
Общая длина достигает в среднем 60—70 см, максимальная длина 80 см. Голова небольшая и плоская. Туловище крепкое. Погремок большой. Имеет разнообразный рисунок и окраску. Чаще всего серого цвета с множеством широких тёмных поперечных полос. Основной фон может быть также зеленовато-серым (особенно у самцов), а полосы — коричневыми или бледно-серыми. Туловище между полосами может быть испещрено тёмными точками.
Любит сухие, светлые лесистые участки среди скал и каменистых осыпей. Активен ночью. Питается мелкими млекопитающими, змеями, ящерицами и лягушками.
Яд достаточно сильный, содержит нейротоксины. Впрочем, это неагрессивная змея, поэтому смертельные случаи очень редки.
Живородящая змея. Самка рождает 2—8 детёнышей.
Обитает на юге США — в штатах Техас, Нью-Мексико, Аризона, на севере и значительной части центральной Мексики.
Подвиды
- Crotalus lepidus klauberi
- Crotalus lepidus lepidus
- Crotalus lepidus maculosus
- Crotalus lepidus morulus